# Nyckelharporkestern
Nyckelharporkestern är en svensk folkmusikgrupp som består av sex medlemmar vilka alla spelar nyckelharpa.
Gruppen har gett ut tre studioalbum: Till Eric (1995), Byss-Calle (2000) och N.H.O. (2003).

## Biografi
Nyckelharporkestern utgav sitt debutalbum Till Eric 1995. Skivan innehöll uteslutande låtar av spelmannen Eric Sahlström.
Bandets andra studioalbum, Byss-Calle, utkom 2000. Denna gången tolkade bandet låtar av spelmannen Byss-Calle.
Den tredje fullängdaren, N.H.O., utgavs 2003. På detta alster presenterade bandet, till skillnad från de två föregångarna, egenkomponerat material. Skivan rosades av Svenska Dagbladet, som gav skivan det högsta betyget (6/6). Albumet grammisnominerades 2004 i kategorin "Årets folkmusik".

## Diskografi[4]
- 1995 – Till Eric
- 2000 – Byss-Calle
- 2003 – N.H.O.

## Medlemmar[4]
- Johan Hedin — nyckelharpa
- Ola Hertzberg — nyckelharpa
- Olov Johansson — nyckelharpa
- Henrik Eriksson - nyckelharpa
- Niklas Roswall — nyckelharpa
- Marcus Svensson — nyckelharpa